# 韩旭 (篮球运动员)
韩旭（1999年10月31日—），生於河北省石家莊市，中國女子籃球運動員，現時效力於中国女子篮球联赛四川女篮。 
她参加了2018年FIBA女子篮球世界杯，获得第六名。参加了2022年FIBA女子篮球世界杯，获得亚军，并入选最佳阵容。
2023年亞洲盃女子籃球賽決賽，韓旭砍下26分10籃板2助攻2蓋帽，幫助中國73-71戰勝日本，時隔12年再度奪得冠軍，個人入選該屆賽會最佳陣容，並當選決賽MVP和賽會MVP。